# USS Ralph Talbot
L’USS Ralph Talbot (DD-390) est un destroyer de classe Bagley en service dans l'US Navy durant la Seconde Guerre mondiale. 

## Histoire
Le Ralph Talbot, nommé d'après le lieutenant Ralph Talbot (en), subit l'attaque de Pearl Harbor le 7 décembre 1941. Participant ensuite à la guerre du Pacifique, il escorte des convois l'année en compagnie de la Task Force 16. Il est endommagé durant la bataille de l'île de Savo, et après des réparations aux États-Unis, il participe à la bataille de Kolombangara en 1943. L'année suivante, il participe à la bataille de Leyte. Assigné à la 7e flotte puis à la 5e flotte, il participe à la bataille d'Okinawa en 1945. Prenant ensuite part aux recherches de rescapés du naufrage de l'Indianapolis, il est coulé comme navire-cible durant l'opération Crossroads après la fin de la guerre.

## Sources
- (en) Cet article est partiellement ou en totalité issu de l’article de Wikipédia en anglais intitulé « USS Ralph Talbot (DD-390) » (voir la liste des auteurs).
- (en)  Cet article contient du texte publié par le Dictionary of American Naval Fighting Ships dont le contenu se trouve dans le domaine public. La référence peut être lue ici.